# Papandayan
Papandayan je v současné době nečinný vulkanický komplex na indonéském ostrově Jáva, asi 10 km jižně od stratovulkánu Kendang. Vrchol tvoří čtveřice velkých kráterů – nejmladší z nich byl poškozený erupcí z roku 1772 a v současnosti se tam nachází pole fumarol. V geologickém vývoji masivu nastalo několik kolapsů struktury komplexu. Poslední taková událost se stala ve zmíněném roce 1772, kdy došlo k masivnímu sesuvu na severovýchodním svahu. Pohroma zničila 40 vesnic a zabila 3 000 osob. Erupce v první polovině 20. století byly poměrně slabé. K nárůstu aktivity došlo během poslední sopečné činnosti na konci roku 2002 a orgány místní správy musely nařídit evakuaci.